# Unió Econòmica i Monetària de la Unió Europea

Els estats membres de la UEM.
Membres de la zona euro
Països del ERM - II (Bulgària)
Membre del ERM-II sense entrada prevista a l'euro (Dinamarca)
La resta de membres de la UE

La Unió Econòmica i Monetària de la Unió Europea (UEM) és l'àrea formada pel conjunt de països, dins de la Unió Europea, que comparteixen un mateix mercat, i una mateixa moneda, l'euro, i on s'executa una política monetària única.
Hi ha tres etapes de la UEM, cadascuna de les quals consisteix en una integració econòmica cada vegada més estreta. Només una vegada que un Estat participa en la tercera etapa se li permet adoptar el euro com a moneda oficial. Com a tal, la tercera etapa és en gran manera sinònim de la eurozona. Els criteris de convergència de l'euro són el conjunt de requisits que han de complir-se perquè un país sigui aprovat per a participar en la tercera etapa. Un element important d'això és la participació durant un mínim de dos anys en el Mecanisme Europeu de Tipus de Canvi ("MTC II"), en el qual les monedes candidates demostren convergència econòmica mantenint una desviació limitada del seu tipus objectiu enfront de l'euro.
Les polítiques de la UEM cobreixen a tots els Estats membres de la Unió Europea. Tots els nous Estats membres de la UE han de comprometre's a participar en la tercera etapa en els seus tractats d'adhesió i estan obligats a ingressar a la tercera etapa una vegada que compleixin amb tots els criteris de convergència. Vint Estats membres de la UE han entrat en la tercera etapa i han adoptat l'euro com a moneda. Dinamarca, la filiació del qual a la UE és anterior a la introducció de l'euro, té una opció legal d'exclusió dels Tractats de la UE i, per tant, no està obligada a ingressar a la tercera etapa.
El Tractat de la Unió Europea (Maastricht), en vigor des de 1993, preveia la creació d'una unió econòmica i monetària amb la introducció d'una moneda única (que en aquells dies es pensava cridar ECU). D'ella formarien part els països que complissin una sèrie de condicions i s'introduiria de manera gradual. La data inicialment prevista es va anar retardant fins que, finalment, els Estats membres de la Unió Europea van acordar el 15 de desembre de 1995 a Madrid la creació d'una moneda única europea —ja sota la denominació d′«euro»— amb data de posada en circulació al gener de l'any 2002.

## Concepte
La Unió Econòmica i Monetària (UEM) suposa la integració dels diferents països membres en un Mercat Comú en què es respectin les «quatre llibertats», és a dir, la llibertat de circulació de mercaderies, serveis, persones i capitals. Igualment, es pretén l'establiment d'una Política Comercial Comuna respecte als països que no pertanyin al mencionat Mercat Comú.
Així mateix, la Unió Econòmica culmina amb la Unió Monetària, procés pel qual es va instaurar l'euro com a moneda única d'una part dels països de la Unió Europea.

## Antecedents teòrics
Una unió econòmica és una forma superior d'integració a la que suposa el mercat comú. Afegeix a aquest un major grau d'harmonització de les polítiques econòmiques nacionals en un intent d'eliminar la discriminació que pot derivar-se de les disparitats a les mencionades polítiques.
A mesura que s'intenta progressar en l'harmonització de les polítiques comunes sorgeixen dificultats derivades de la cessió de sobirania per part dels Estats membres, harmonitzar les polítiques monetàries i fiscals fonamentalment, suposa que els governs dels països de l'àrea tenen un menor marge d'actuació per a la seva política general.
Com que són objecte de la integració totes les activitats econòmiques en l'àmbit espacial d'una unió econòmica -entre elles la política financera-, la concertació d'una política monetària comuna porta a la creació d'un banc central comú i finalment a l'adopció d'una moneda única, amb el qual es perfecciona una unió monetària.

## Antecedents històrics
Els antecedents més immediats de la Unió Econòmica i Monetària són la denominada «Serp Monetària Europea» creada el 1972 i el Sistema Monetari Europeu, creat el 1979 en substitució de l'anterior.
Amb l'esfondrament del sistema monetari acordat a Bretton Woods, deixant fluctuar el dòlar i moltes altres monedes es va generar inestabilitat en les paritats. Això va fer que a la cimera de Paris de 1972 i posteriorment amb l'acord de Basilea els estats agrupats a la Comunitat Europea acordessin donar un nou impuls a la integració monetària amb la creació de la denominada serp europea, mecanisme que permetia la fluctuació controlada de les monedes estatals dins uns marges estrets de fluctuació en front del dólar.
Per evitar la inestabilitat i volatilitat dels tipus de canvi els membres de la CEE van crear el març del 1979 el Sistema Monetari Europeu, amb totes les monedes estatals, llevat de la lliura esterlina. Es caracteritzava per tenir l'ECU com moneda de referència, tipus de canvi estables en una banda d'un 2,25% de les oscil·lacions de qualsevol de les monedes dels estats membres i un mecanisme de crèdit lligat a un fons conjunt.

## Naixement
El desig de formar una Unió Econòmica i Monetària a la Unió Europea, neix de forma oficial l'any 1988, amb l'objectiu últim de la implantació d'una moneda única, l'euro com a continuació natural de la unió econòmica. La creació del mercat únic i la implantació de la Unió Econòmica i Monetària com un procés de caràcter progressiu iniciat el 1990 han portat a adoptar iniciatives comunitàries en matèria de fiscalitat segons es va concloure al Consell Europeu de Dublín en desembre de 1996. El Consell Europeu al juny de 1989, partint de l'informe Delors fixa l'establiment de la UEM com un procés de caràcter progressiu que havia de néixer el 1990, i on es distingeixen tres fases. A l'informe Delors s'atribuïa a l'existència d'una moneda única una sèrie d'avantatges tan bon punt es preveia que la nova moneda comportés un increment de l'activitat econòmica derivat de l'eliminació d'incerteses i costs de transacció per les operacions de canvi de divises, així com una més gran transparència als preus als mercats comunitaris, facilitant així majors intercanvis.

## Fases de la Unió

### Primera (1990-1993)
En aquesta fase se suprimeixen les limitacions al moviment de capitals entre els Estats membres i es reforça la cooperació entre els bancs centrals dels països. El 7 de febrer de 1992 se signa el Tractat de Maastricht pel que es modifica el Tractat Constitutiu de la Unió per recollir la UEM. Aquest tractat preveia la supressió de les monedes nacionals per la moneda comuna i també fixava una sèrie de condicions econòmiques de convergència, denominades criteris de convergència, relatives a l'estabilitat dels preus dintre d'uns paràmetres marcats, al dèficit públic, al deute públic i als tipus de canvi, que eren d'obligat compliment per als països que voldrien integrar-se en la UEM.

### Segona (1994-1998)
Creació de l'Institut Monetari Europeu, com a predecessor del Banc Central Europeu. El nom d'euro per a la moneda europea va ser oficialment adoptat el 16 de desembre del 1995. El 2 de maig de 1998 s'aproven els onze països que formaran part de la UEM a partir de 1999 en complir els requisits establerts en l'Acord de Maastricht. Els mencionats països eren Alemanya, Àustria, Bèlgica, Espanya, França, Finlàndia, Irlanda, Itàlia, Luxemburg, els Països Baixos i Portugal. L'euro va ser introduït als mercats financers mundials com a moneda de comptabilitat l'1 de gener del 1999, en substitució de l'anterior unitat monetària europea, l'ecu, en termes paritaris.

### Tercera (1999-actualitat)

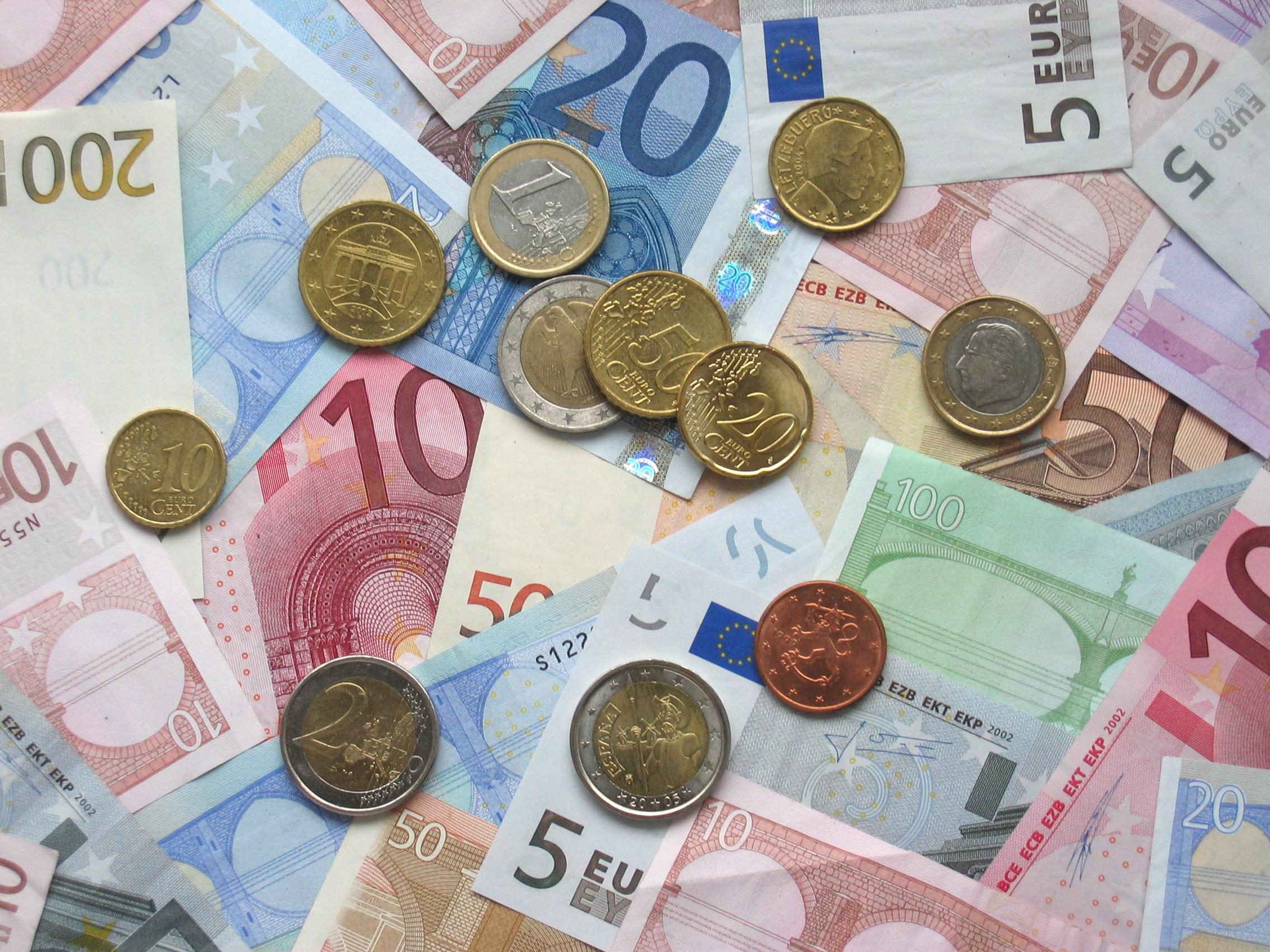
Bitllets i monedes d'euro

L'1 de gener de 1999 es fixen els tipus fixos de canvi de cadascuna de les monedes respecte de l'euro i el Banc Central Europeu substitueix l'Institut Monetari Europeu. Des d'aquesta data l'euro existia com unitat monetària, de cotització i canvi en els mercats, però no existien els bitllets i monedes d'euro. L'1 de gener de 2002 entren en vigor les noves monedes i bitllets d'euro, substituint les dels respectius països, que desapareixen, amb un període de transició i convivència de les dues monedes de dos mesos en el cas d'Espanya, i la possibilitat de canviar la moneda local per euros, que a Espanya va acabar en 30 de juny de 2021.
El 2001 es va incorporar a la UEM Grècia. Posteriorment s'han afegit nous països, el 2007, Eslovènia; el 2008, Xipre i Malta, el 2009 Eslovàquia i el 2011 es produeix la incorporació d'Estònia. Letònia passa a formar part de la zona euro l'1 de gener de 2014, i Lituània s'incorpora l'1 de gener de 2015, com el membre número 19. Finalment, l'1 de gener de 2023 ho va fer Croàcia, convertint-se en el vintè membre de l'eurozona.

## Crítiques
S'ha debatut si els països de l'eurozona constitueixen una zona monetària òptima.

### Inflexibilitat de la política monetària
Atès que la pertinença a l'eurozona estableix una política monetària única i essencialment l'ús d'una "moneda estrangera" per als respectius Estats, aquests ja no poden utilitzar una política monetària nacional aïllada com a eina econòmica dins dels seus bancs centrals. Tampoc poden emetre diners per a finançar els dèficits públics necessaris ni pagar interessos per la venda de bons de l'Estat. Tot això s'efectua de forma centralitzada des del BCE. Com a conseqüència, si els Estats membres no gestionen la seva economia de manera que puguin mostrar una disciplina fiscal (com els obligava el Tractat de Maastricht), el mecanisme significa que un Estat membre podria efectivament "quedar-se sense diners" per a finançar la despesa. Això es caracteritza com una crisi de deute sobirà en la qual un país es queda sense la possibilitat de refinançar-se amb una moneda sobirana. És el que els va ocórrer a Grècia, Irlanda, Portugal, Xipre i Espanya.

## Plans per a reformar la Unió Econòmica i Monetària
En opinar que l'austeritat inflexible no podia resoldre la crisi de l'euro, el president francès François Hollande va reobrir el debat sobre una reforma de l'arquitectura de l'eurozona. La intensificació dels treballs sobre els plans per a completar la UEM existent amb la finalitat de corregir els seus errors econòmics i els seus trastorns socials aviat va introduir la paraula clau UEM "autèntica". A principis de 2012, semblava improbable que es produís una correcció proposada de la defectuosa arquitectura monetària de Maastricht que inclogués: la introducció d'una capacitat fiscal de la UE, la gestió comuna del deute i una unió bancària completament integrada. A més, existia el temor generalitzat que un procés d'enfortiment del poder de la Unió per a intervenir en els Estats membres de l'eurozona i imposar mercats laborals flexibles i salaris flexibles, pogués constituir una greu amenaça per a l'Europa Social. En el procés de negociació, els Estats membres van defensar diferents solucions en funció de les seves característiques polítiques, mentre que el resultat va ser un ampli compromís.

### Primer pla de reforma de la UEM (2012-15)
El desembre de 2012, en plena crisi del deute sobirà europeu, que va posar de manifest una sèrie de deficiències en l'arquitectura de la UEM, els quatre presidents del Consell, la Comissió Europea, el BCE i l'Eurogrup van publicar un informe titulat "Cap a una autèntica Unió Econòmica i Monetària". L'informe esbossava el següent full de ruta per a aplicar les mesures necessàries per a garantir l'estabilitat i la integritat de la UEM.

### Segon pla de reforma de la UEM (2015-25): L'Informe dels Cinc Presidents
El juny de 2015, els presidents del Consell, la Comissió Europea, el BCE, l'Eurogrup i el Parlament Europeu van publicar un informe de seguiment titulat "Completar la Unió Econòmica i Monetària d'Europa" (sovint denominat "Informe dels cinc presidents".) L'informe esbossava un full de ruta per a continuar aprofundint en la UEM, amb la finalitat de garantir el bon funcionament de la unió monetària i permetre als Estats membres estar millor preparats per a adaptar-se als reptes mundials.